# توسعه برنامه موبایل

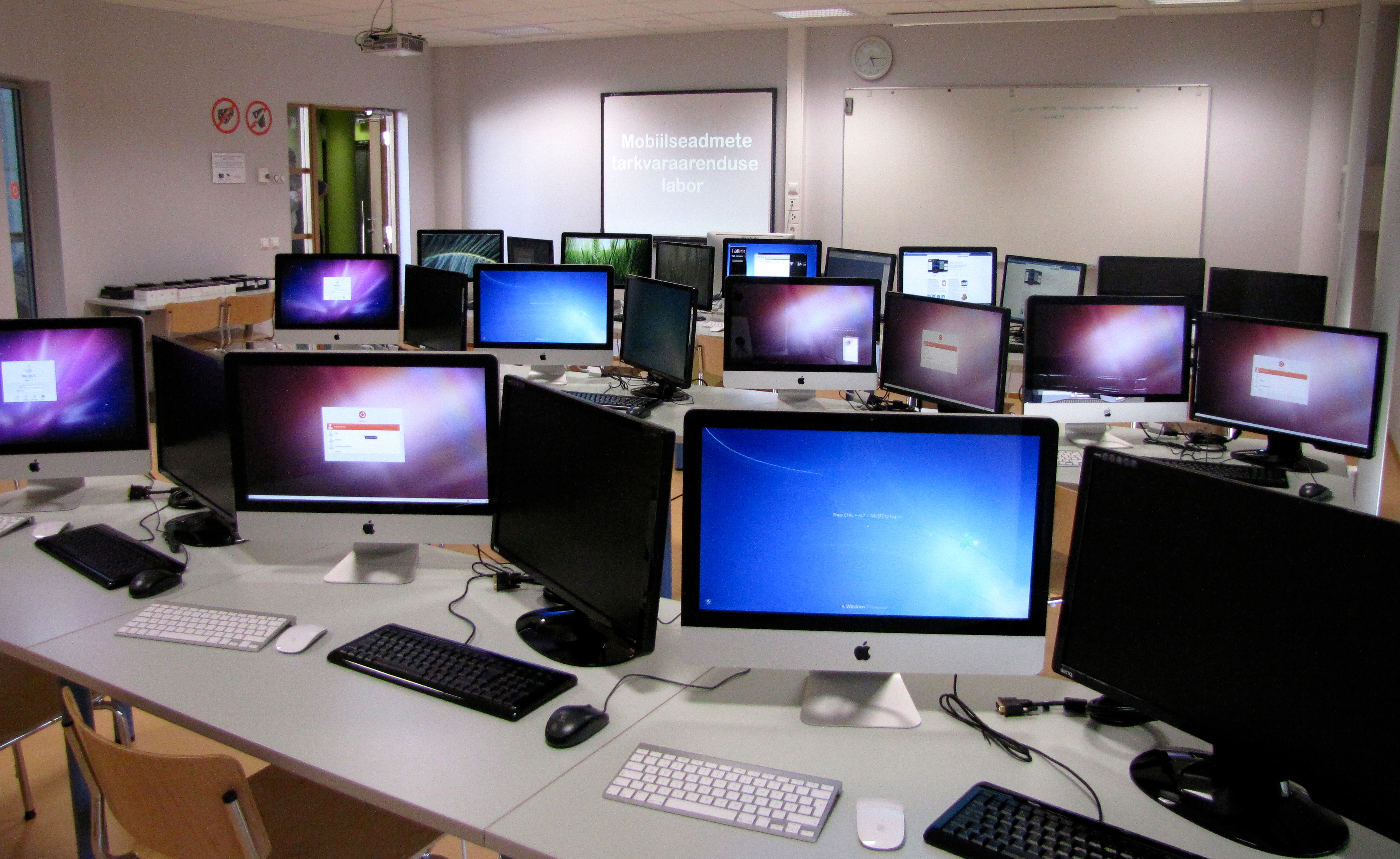
سیستم های توسعه داده شده

توسعه برنامه موبایل یک اصطلاح است که برای نشان دادن عمل یا فرایندی که توسط آن، نرم‌افزار کاربردی برای دستگاه‌های همراه مانند دستیاران دیجیتال شخصی، دستیاران دیجیتال سازمانی یا تلفن‌های همراه توسعه داده شده‌است. این برنامه‌ها ممکن است حین ساختن سیستم‌عامل‌ها به صورت از پیش نصب‌شده روی موبایل‌ها قرار بگیرند یا توسط کاربر به سیستم منتقل و اجرا شوند. این برنامه‌ها ممکن است برای سیستم‌های مختلفی با سکوهای متفاوتی نوشته و اجرا شوند یا از امکانات وب بر روی پروتکل اچ‌تی‌تی‌پی، استفاده نموده و اجرا شوند.

## محیط اجرا
اندروید، آی‌اواس، بلک‌بری، سیمبیان، بادا و ویندوز فون از سیستم‌عامل‌های دستگاه‌های همراه هستند که قابلیت داشتن برنامه کاربردی را دارا هستند، که با کد نوشته شده از رایانه‌های شخصی که قابل اجرا بر روی پردازنده‌هایی با معماری ای‌آرام کار می‌نمایند. ویندوز موبایل این قابلیت را داراست تا بدون برابرساز به کامپایل بر روی رایانه شخصی اجرا شود.

## سکوهای محیط توسعه
هر یک از سکوها دارای محیط یکپارچه توسعه برای توسعهٔ برنامه کاربردی موبایل هستند که توانایی نوشتن، آزمایش و استقرار برنامه بر سکوی مورد هدف را فراهم می‌سازند.
* منظور از کد بومی، کدی است که بر روی سخت‌افزار اصلی و بدون واسط و با بهره‌گیر از تمام امکانات ارایه‌شده از سوی سخت‌افزار دستگاه، کار می‌نماید. 
|                                  | زبان برنامه نویسی                                                      | خطایاب | برابرساز                                                                                | محیط یکپارچه توسعه                                                            | توسعه چندسکویی | گزینه بسته‌بندی نصب‌ساز                                                | هزینه ابزار توسعه |
| ادوبی ایر                        | اکشن اسکریپت، اچ‌تی‌ام‌ال، سی‌اس‌اس، جاوا اسکریپت                           | آری | آری                                                                                     | فلش بیلدر، فلش پروفشنال، اینتل‌جی آی‌دی‌ایی‌ای(ایده)                              | آی‌اواس (آی‌فون، آی‌پد، آی‌پاد لمسی)، آندروید، بلک‌بری                                                                                              | برای هر یک از سکوهای بالا به صورت بومی برای کد آن دستگاه عرضه می‌گردد | فلش بیلدر، فلش پروفشنال، اینتل‌جی آی‌دی‌ایی‌ای(ایده) - با اجازه‌نامه تجاری آدوبی ایرک. ت. ن (ابزار مبتنی بر خط فرمان) - رایگان                                                               |
| ایرپلی ک. ت. م (مارمالاد فعلی) ∗ | سی، سی++                                                               | آری | آری                                                                                     | ویژوال استادیو، اکس‌کد                                                         | همه به صورت بومی: آندروید، بلک‌بری، بِرو، آی‌اواس (آی‌فون)، مایمو، پالم/وب‌اواس، بادا از سامسونگ، سیمبیان، ویندوز موبایل ۶ به بعد و دسکتاپ، اواس‌اکس | کد بومی برای هر دستگاه                                               | با اجازه‌نامه تجاری |
| کدنیم وان (اسم‌ِرمزِ یک)            | جاوا                                                                   | آری | آری                                                                                     | نتبینز، اکلیپس                                                                | آی‌اواس (آی‌فون، آی‌پد، آی‌پاد لمسی)، آندروید، بلک‌بری، ویندوز۷، جاوا نسخه میکرو                                                                    | کد بومی برای هر دستگاه                                               | رایگان و متن باز + خدمات ابری پولی |
| آلچه‌مو                           | جاوا                                                                   | خطایاب مجتمع در محیط ویژوال استادیو، اکلیپس یا اکس‌کد                                                                              | برای هر م. ی. ت ∗ خطایاب موجود است.                                                     | ویژوال استادیو، اکلیپس، اکس‌کد                                                 | آندروید، بِرو، آی‌اواس (آی‌فون)، ویندوز موبایل | کد بومی برای هر دستگاه                                               | با اجازه‌نامه تجاری |
| آندروید                          | جاوا ولی بخشی از کد با سی، سی++ است                                    | خطایاب خطایاب مجتمع در اکلیپس و به صورت جداگانه در دسترس است                                                                      | آری                                                                                     | اکلیپس، اینتل‌جی آی‌دی‌ایی‌ای(ایده)، پروژه کنای آندروید، دارای افزونه برای نتبینز | تنها آندروید، به خاطر ماشین مجازی دالویک، مارس ۲۰۰۹                                                                                            | اپک                                                                  | رایگان، اینتل‌جی آی‌دی‌ای‌ای نسخه انجمن - رایگان |
| اپ‌فیورانس                        | جاوا اسکریپت                                                           | آری | آری، برابرساز با م. ت. م و آزمون هم‌زمان بر روی دستگاه.                                  | م. ت. ی مبتنی بر ابر                                                          | آندروید و آی‌اواس | کد بومی برای هر دستگاه                                               | رایگان برای استفاده و آزمایش و مشاهده، برای انتشار برنامه دارای هزینه‌است. |
| اپلیکیشن کرافت                   | جاوا اسکریپت، اچ‌تی‌ام‌ال۵، سی‌اس‌اس                                        | آری | آری، برابرسازی استفاده شده در ریپل                                                      | م. ت. ی مبتنی بر ابر                                                          | تمام سکوها: آندروید، آی‌اواس، بلک‌بری، ویندوز موبایل، بادا، وب‌اواس، سیمبیان. موبایل، دسکتاپ و تبلت                                               | مبتنی بر سامانهی ابری/ مرورگری                                       | رایگان ومتن‌بازe |
| اپسلیتور                         | جاوا اسکریپت                                                           | بله در استودیو تیتانیوم، در مرحله بتاست.                                                                                          | برابرساز از طریق توسعه‌گر ثالت در دسترس است                                              | ک. ت. ن داخلی                                                                 | آندروید، آی‌فون; بلک‌بری (در آینده) | کد بومی برای هر دستگاه                                               | اجازه‌نامه آپاچی ۲٫۰، با اجازه‌نامه تجاری |
| اپسپشن                           | اچ‌تی‌ام‌ال۵، سی‌اس‌اس، جاوا اسکریپت                                        | آری | آری                                                                                     | م. ت. ی ابری                                                                  | آندروید، آی‌اواس | کد بومی برای هر دستگاه                                               | رایگان و با اجازه‌نامه تجاری |
| اپم‌وبی                           | اچ‌تی‌ام‌ال۵ (جاوا اسکریپت، سی‌اس‌اس۳، اچ‌تی‌ام‌ال۵)                           | بله، اکس‌دی‌کی (فروشگاه برنامه گوگل کروم)                                                                                           | بله، در اکس‌دی‌کی                                                                         | یکپارچه با ابزار مورد علاقه توسعه‌گر (و. ا∗، نوت‌پد++، وی‌آی)                    | آی‌اواس، آندروید، برنامه‌های وب اچ‌تی‌ام‌ال۵، برنامه‌های ترکیبی(هیبرید) اچ‌تی‌ام‌ال۵                                                                    | کد بومی برای هر دستگاه                                               | بدون هزینه |
| آکوآ (واسط کاربری)آگوآ           | سی، سی++، جاوا اسکریپت                                                 | آری | آری                                                                                     | ویژوال استادیو، اکس‌کد، اکلیپس                                                 | آندروید، بلک‌بری پلی‌بوک، آی‌اواس، پالم/وب‌اواس، بادا از سامسونگ، ویندوز موبایل۶ به بعد، ویندوز دسکتاپ                                             | کد بومی برای هر دستگاه                                               | رایگان و با اجازه‌نامه تجاری |
| آندرویدبیسیک۴                    | ویژوال بیسیک                                                           | آری | آری                                                                                     | بله                                                                           | آندروید |                                                                      | با اجازه‌نامه تجاری |
| باتری‌تک                          | سی، سی++                                                               | آری | با برابرسازهای بومی (آی‌اواس، آندروید...)                                                | اکلیپس، ویژوال استادیو، اکس‌کد                                                 | آندروید، آی‌اواس (آی‌فون)، ویندوز، اواس‌اکس | کد بومی برای هر دستگاه                                               | با اجازه‌نامه تجاری |
| بلک‌بری                           | جاوا                                                                   | خطایاب مجتمع در م. ت. ی | آری                                                                                     | اکلیپس                                                                        | تنها بلک‌بری به خاظر واسط برنامه‌نویسی آرآی‌ام | الکس، کاد                                                            | رایگان |
| بلوپرینت                         | اک‌س‌ام‌ال از طریق سرورهای یاهو موبایل و قابل نمایش در تمام مروگرهای بومی | بیش از یک بررسی‌کننده شما نیست | بدون نیاز به مترجم برای وب یا دستگاه                                                    | بدون ترجیح، هر ویرایشگر اکس‌ام‌ال                                               | بدون ترجیح، هر مجری اکس‌م‌ال | با پیش-پیکربندی بارگذاری شده در یاهو                                 | هر ویرایشگر کد اکس‌ام‌ال |
| بِرو                              | سی; واسط م. ت. ی برنامه کاربردی به زبان سی به همراه واسطی از سی++      | خطایاب برای ای‌آرام بومی پشتیبانی شده. قابلیت استفاده با ویژوال استادیو برای آزمایش کدهای اکس-۸۶(پردازنده‌های دسکتاپ) را نیز داراست | هیچ برابرسازی برای کدهای هدف برای ای‌آرام وجود ندارد. دارای برابرساز برای معماری اکس-۸۶. | ویژوال استادیو ۶٫۰،. نت ویژوال استادیو ۲۰۰۳،. نت ویژوال استادیو ۲۰۰۵          | کامپایل برای بِرو | اوردایر پروگرامینگ (برنامه‌نویس روی هوا)                              | توسعه دارای هزینه‌هایی است |
| سلسیوس                           | جاوا                                                                   | آری | آری                                                                                     | اکلیپس                                                                        | جاوا نسخه میکرو، آندروید، بلک‌بری، آی‌فون، سیمبیان، ویندوز موبایل                                                                                | کد بومی برای هر دستگاهِ مبتنی بر جاوا به شکل باینری                   | با اجازه‌نامه تجاری |
| م. ت. ی موبایل                   | لوآ                                                                    | خیر | آری                                                                                     | م. ت. ی با مالیکیت خصوصی                                                      | آی‌فون، آی‌پد، آی‌پاد لمسی، آندروید | کد بومی برای هر دستگاه                                               | رایگان و با اجازه‌نامه تجاری |
| ان‌ام‌ایی                          | هاکسه (شبیه به اکشن اسکریپت و جاوا)                                    | آری | آری                                                                                     | اینتل‌جی آی‌دی‌ایی‌ای، فلش‌دولوپ                                                   | آی‌اواس (آی‌فون، آی‌پد، آی‌پاد لمسی)، آندروید، بلک‌بری پلی‌بوک، وب‌اواس، اچ‌تی‌ام‌ال۵، فلش، ویندوز (فایل اجرایی)، لینوکس                                 | کد بومی برای هر دستگاه                                               | رایگان |
| ک. ت. ن آی‌اواس                   | آبجکتیو-سی                                                             | خطایاب مجتمع در اکس‌کد م. ت. ی | محدود به آبجکتیو-سی آی‌فون و اکس‌کد م. ت. ی                                               | اکس‌کد، اپ‌کد                                                                   | آی‌فون، آی‌پد، آی‌پاد لمسی | تنها از طریق فروشگاه برنامه، نیازمند ارزیابی وتایید از سوی اپل       | ابزاهای توسعهٔ اپل برای سیتم‌های مکینتاشِ مبتنی بر اینتل رایگان هستند. برابرساز نیز رایگان است اما نصب بر روی دستگاه برای توسعه‌گر نیازمند کلید امضا برای وی است. اپ‌کد- با اجازه‌نامه تجاری. |
| جاوا نسخه میکرو (جاوا ام. ایی)   | جاوا                                                                   | آری | برابرساز رایگان، ابزار توسعه موبایل سان                                                 | اکلیپس، بسته همراه ال‌ام‌آ از سوی نتبینز                                        | بله از طریق ماشین مجازی مخصوص دستگاه | بسته‌بندی در قالب جاد/جار و نیز فایل پی‌آرسی برای پالم اواس            | رایگان |
| جی‌ام‌بی                           | اچ‌تی‌ام‌ال، سی‌اس‌اس، جاوا اسکریپت                                         | آری | خطایاب برنامه. هیچ برابرسازی وجود ندارد. تنها باید آن را اجرا نمود تا آزموده شود. /     | خیر                                                                           | آی‌اواس، آندروید (تا مارس ۲۰۱۲) | کد بومی برای هر دستگاه                                               | خیر |
| جی‌مانگ.                          | جی‌مانگو                                                                | نامعلوم | نامعلوم                                                                                 | م. ت. ی جی‌مانگوفلش                                                            | جاوا سکو میکرو، آندروید، بادا، بلک‌بری، آی‌فون، ویندوز موبایل۶، ویندوز فون ۷                                                                     | کد بومی برای هر دستگاه                                               | رایگان |
| پازلی                            | قابل توسعه با اچ‌تی‌ام‌ال، سی‌اس‌اس، جاوااسکریپت                            | آری | آری                                                                                     | ویرایشگر دیداری بدون نیاز به کدنویسی                                          | کد بومی برای هر دستگاه | رایگان                                                               | رایگان - توسعه دارای هزینه‌هایی است |

## واژه‌نامه
- ∗ کیت توسعه نرم‌افزار (به انگلیسی: Software Developing kit)
- ∗ محیط یکپارچه توسعه نرم‌افزار (به انگلیسی: Integrated Development Environment)